# Pożar w budynku handlowo-biurowym w Hongkongu
Pożar w budynku handlowo-biurowym w Hongkongu – pożar jaki wybuchł w dniu 20 listopada 1996 w 16-piętrowym budynku Garley w Hongkongu. W wyniku pożaru śmierć poniosło 41 osób (w tym 1 strażak), a rannych zostało 81 osób. Był to największy pożar w powojennej historii miasta.

## Budowla
Budynek został oddany do użytku w 1975 roku, kiedy w mieście nie istniały przepisy nakazujące montaż instalacji przeciwpożarowych w obiektach handlowych.

## Pożar
20 listopada 1996 roku na trzynastym piętrze budynku odbywały się prace remontowe. Podczas cięcia palnikiem gazowym rozgrzane fragmenty metalu wywołały zapłon zgromadzonych na piętrze materiałów. Straż pożarną wezwał robotnik, który zauważył ogień. Pierwsze jednostki strażaków przybyły na miejsce 10 minut od wezwania.
Dym rozprzestrzenił otwarty szyb windy, który zadziałał jak komin. Dym uniemożliwił ucieczkę klientom oraz pracownikom budynku, którzy przebywali na najwyższych piętrach. Osoby, którym udało się przedostać na dach budynku, zostały ewakuowane za pomocą śmigłowców ratowniczych. Szybko wycofano się z tego sposobu, gdyż pęd powietrza wytwarzany przez śmigła powodował zwiększenie intensywności pożaru. Pożar ugaszono całkowicie po 20 godzinach.

## Bilans ofiar i przyczyny pożaru
Pożar pochłonął 41 ofiar śmiertelnych. Połowę ofiar (22 osoby) stanowili pracownicy zakładu jubilerskiego z piętnastego piętra. Wśród ofiar znalazł się strażak, który wpadł do szybu windy. Ciała większości ofiar nie nadawały się do identyfikacji.
Winą za skutki pożaru obarczono robotników, którzy nie przestrzegali przepisów przeciwpożarowych.

## Późniejsze losy budynku
Budynek, w którym wybuchł pożar, stał opuszczony do 2003 roku. Wówczas podjęto decyzję o jego wyburzeniu. W jego miejscu, wybudowano biurowiec, oddany do użytku w 2007 roku.